# واسیلی کومارف
واسیلی ایوانویچ کومارف (به روسی: Василий Иванович Комаров) یکی از قاتلان زنجیره‌ای کشور روسیه است. از واسیلی کومارف به عنوان یکی از اولین قاتلان زنجیره ای اتحاد جماهیر شوروی نام می‌برند. کومارف یک معامله‌گر اسب بود که به دلیل قتل ۲۹ نفر در بین سالهای ۱۹۲۱ تا ۱۹۲۳ میلادی، به اعدام محکوم شد. وی به دلیل کشتن ۳۳ نفر، در ۱۸ ژوئن ۱۹۲۳ به مجازات مرگ محکوم و سرانجام اعدام شد. لقب او گرگ مسکو است.

## خانواده
وی در سال ۱۸۷۱ در خانواده ای فقیر به دنیا آمد. اکثر اعضای خانواده‌اش اعتیاد شدیدی به الکل داشتند. در واقع واسیلی در شرایطی نامساعد قدم به جهان گذاشت. او در سن ۱۵ سالگی همچون اعضای خانواده‌اش به الکل وابسته شد. همچنین مدت چهار سال به ارتش روسیه پیوست و در زمان جنگ روسیه و ژاپن به خاور دور رفت.
در این مدت توانست درآمد قابل قبولی کسب کند اما طی مدت کوتاهی همه را از دست داد.
واسیلی در سن ۲۸ سالگی ازدواج کرد. سرقت وی از یک انبار نظامی منجر به حبس کوتاهش در زندان شد.

## قتل‌ها
او همه مقتولین را با شیوه ای یکسان به قتل می‌رساند. واسیلی مردان را به بهانه فروش اسب به منزل دعوت می‌کرد و پس از جلب اعتماد و خوردن نوشیدنی الکلی، آن‌ها را با ضربات چکش به قتل می‌رساند. او پس از کشتن مشتریان، آن‌ها را در رودخانه نزدیک منزلش رها می‌کرد.
همسر او پس از مدتی متوجه این موضوع شد، اما واکنش خاصی نشان نداد.

## دستگیری
پس از اینکه پلیس متوجه شد که اکثر قتل‌ها یا شیوه‌ای یکسان روی داده، تحقیقات خود را انجام داد. با مطالعه کاراگاهان مشخص شد که که قاتل در روزه‌های شنبه جسد مردان را در رودخانه رها می‌کند. سرانجام پیگیری‌های مقامات مسئول و پلیس به نتیجه رسید و واسیلی کومارف به اتهام قتل ۱۲ مرد دستگیر شد.
او پس از بازجویی به قتل ۳۳ نفر اعتراف کرد.
واسیلی انگیزه خود را مسائل مالی عنوان کرد.